# リコー中部
リコー中部株式会社（リコーちゅうぶ、英: Ricoh Chubu Co., Ltd.） は、かつて存在したリコーの販売子会社。グループ内では中部地方の地域統括販売会社としての機能を持ち、メーカーの支店機能も有した。

## 概要
主に複写機、ファクシミリ、レーザープリンターやそれらの複合機、デジタルカメラの販売を行っていた。リコー製品のみならず、各社パソコンやサーバをはじめとするIT関連機器の販売も行っていた。
2010年7月、当社を含む国内販売会社7社が合併しリコージャパン株式会社となった。

## 沿革
- 1964年（昭和39年）6月 - 株式会社三起商会として設立。
- 1967年（昭和42年）8月 - 名古屋リコピー販売株式会社に商号を変更。
- 1972年（昭和47年）10月 - 愛知リコー販売株式会社に商号を変更。東愛知リコー株式会社を分離設立。
- 1983年（昭和58年）6月 - 愛知リコー株式会社に商号を変更。
- 1989年（平成元年）10月 - 東愛知リコー及びリコー通信システムと合併。
- 2004年（平成16年）7月 - リコー名古屋支店と合併。リコー中部株式会社に商号を変更。
- 2008年（平成20年）7月 - 岐阜リコー、三重リコー、静岡リコー、富山リコー、石川リコー、福井リコーの6つの販売会社を経営統合。
- 2010年（平成22年）7月1日 - リコーの国内販売体制の再編により、リコー販売を存続会社とし吸収合併された[1]。存続会社の新社名はリコージャパンである。

## 担当エリア
- 愛知県、静岡県西部（東部はリコー販売が担当）、岐阜県、三重県、福井県、石川県、富山県

## 主要取引先
- 大塚商会
- ダイワボウ情報システム
- ソフトバンクBB
- 日本HP
- 日本IBM
- 官公庁
- 地場中堅・大手企業

## 関連会社
- 株式会社リコー
- リコー東北株式会社
- リコー販売株式会社
- リコー関西株式会社
- リコー中国株式会社
- リコー九州株式会社
- リコーテクノシステムズ株式会社
- リコーリース株式会社

## 子会社
- 東海リコーソリューションズ株式会社…リコーエレメックスの精密部品製造会社である株式会社リメックスが前身。